# Cabernet Sauvignon

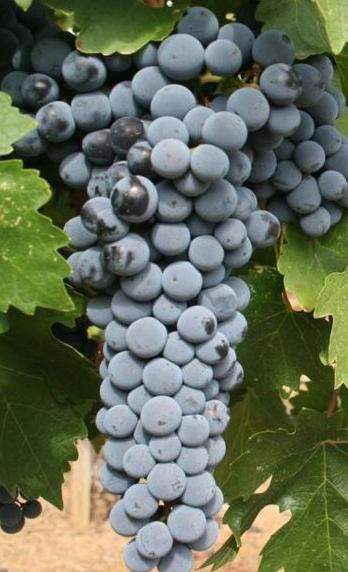
Strugure de Cabernet Sauvignon

Cabernet Sauvignon este soiul de vin ideal când vine vorba de îmbunătățirea calităților prin îmbătrânire. Cu trecerea timpului, aroma sa distinctă de stafidă neagră poate dezvolta un buchet cu nuanțe de cedru, violete, piele sau tabac și aroma puternică de tanin se va înmuia astfel considerabil.

## Răspândire
Este soiul cu cea mai largă răspândire în rândul celor cinci varietăți dominante din districtele Medoc și Graves ale regiunii franceze Bordeaux, precum și cel mai de succes vin roșu produs în California. În România se cultivă îndeosebi în podgoriile Dealu Mare, Odobești, Miniș-Măderat, Murfatlar, iar în Republica Moldova la Purcari.

## Proveniență
Considerat mult timp ca fiind un soi antic, studiile genetice recent realizate la Davis University of California au arătat faptul că soiul Cabernet Sauvignon este de fapt un urmaș hibrid al soiurilor Sauvignon blanc și Cabernet franc.

## Fructul
Boabele de Cabernet Sauvignon sunt mici, sferice, cu o peliculă groasă și foarte dură. Această duritate face ca strugurii să fie relativ rezistenți la boli și stricăciuni, trecând de ploile de toamnă fără prea mari pagube. Este un soi cu maturizare medie spre târzie. Aceste caracteristici, împreună cu aroma sa atrăgătoare au făcut din Cabernet Sauvignon unul dintre cele mai populare varietăți de vin roșu din lume.

## Mediul ideal
Zonele ideale pentru un soi Cabernet Sauvignon de calitate sunt cele de temperatură cald-moderat, regiunile semi-aride ce oferă o perioadă de maturizare mai lungă, și solurile seci, nu foarte fertile. Podgoriile din zona Sonoma County’s Alexander Valley, cea mai mare parte a Napa Valley și împrejurimile Paso Robles sunt cele mai renumite pentru soiurile Cabernet Sauvignon produse în California.

## Proprietăți
De obicei, vinurile Cabernet Sauvignon au un miros de stafidă neagră, cu un iz de ardei gras verde, variind în intensitate funcție de condițiile climatice, practicile viticultorilor și tehnicile de vinificație. Climatul și perioada culesului, care sunt fie prea reci sau prea călduroase, solurile bogate și fertile, prea puțină expunere solară, culesul precoce și macerarea prelungită sunt factori ce pot duce la un caracter vegetativ, prea puțin fructuos al vinului astfel obținut. Valoarea sa gustativă se intensifică după minim 18 luni de păstrare.

## Aromă
Când este gustat, Cabernet Sauvignon poate avea vioiciune și chiar o tentă de opulență, deși de obicei încheie cu o astringență fermă. Aromele cel mai des menționate de degustători sunt:
- Fruct: stafidă neagră, afine, cireașă neagră
- Stejar (ușor): vanilie, cocos, lemn dulce
- Vegetal: ardei gras verde, sparanghel, măslină verde
- Stejar (dur): stejar, fum, pâine prăjită, smoală
- Condimentat: ghimbir, ardei iute verde, ardei iute roșu
- Vârstnic: cedru, tabac, mosc, ciupercă, pământ, piele

## Consum
Adevărata valoare a vinurilor Cabernet Sauvignon (ca și majoritatea vinurilor) se observă atunci când sunt servite alături de alte alimente. Se consumă preferabil după o îmbătrânire de 5 - 10 ani, la o temperatură de 16 - 18 grade Celsius, în general la carne roșie, fripturi sau grătar în sânge, mâncăruri grase, gâscă, piept de rață, miel, paste cu sos, midii, brânzeturi puternic aromate, salate de legume amărui, mâncăruri cu sos concentrat de tomate și ciocolată (de preferat neagră, amăruie).